# Partido Popular de Camboya
El Partido Popular de Camboya (en jemer: គណបក្សប្រជាជន កម្ពុជា; translit: Kanakpak Pracheachon Kampuchea) abreviado como CPP o Partido Popular, e inicialmente fundado como Partido Revolucionario Popular de Kampuchea (en jemer: គណបក្សប្រជាជន បដិវត្តន៍ កម្ពុជា; translit: Konabaksaabrachachn Bdevotta Kampuchea; KPRP) es un partido político camboyano que desde 1998 ejerce como partido hegemónico gobernante del país. Durante el régimen marxista-leninista de la República Popular de Kampuchea (1979-1991) fue el único partido legal de Camboya, con Pen Sovan como su primer Secretario General. Desde el fin del régimen, cambió su nombre a Partido Popular de Camboya y abandonó el marxismo como ideología oficial, adquiriendo una plataforma cercana a la socialdemocracia, pero que engloba un pensamiento mucho más complejo.
En la actualidad, desde la inhabilitación de varios candidatos opositores y la disolución del Partido de Rescate Nacional de Camboya, el Partido Popular posee todos los escaños en la Asamblea Nacional de Camboya desde 2018 después de haber experimentado un declive en 2013 cuando la oposición se unificó, y además  una supermayoría en el Senado. Su líder es el actual Primer ministro, Hun Sen.

## Historia

### Origen
El original Partido Revolucionario Popular de Kampuchea se estableció el 28 de junio de 1951, unos años después de que el Reino de Camboya se proclamara independiente, aunque todavía esta independencia no fuera reconocida por Francia, su potencia colonizadora. Fue fundado por los miembros del Partido Comunista de Indochina, que había sido disuelto por su líder Hồ Chí Minh, para dividirse en tres partidos para los tres países de Indochina, Vietnam, Laos y Camboya. El 21 de septiembre de 1951, el Partido Popular Revolucionario Jemer estableció en Vietnam del Norte, Son Ngoc Minh fue designado como presidente interino del partido. El Segunda Congreso del partido ocurrió en septiembre de 1960.
El nombre del partido fue cambiado a PTC en 1960 y luego a CPK en 1966. En un sentido, la KPRP era una nueva organización; en otro sentido, es la continuación de los partidos que lo precedieron. La fecha de la fundación del KPRP es incierta, aunque el Primer Congreso del partido celebrado públicamente se convocó en mayo de 1981, el partido pudo haber dejado de existir antes de 1978.

### Liderazgo unipartidista: 1979-1991
A principios de 1979, después de la invasión vietnamita de la Kampuchea Democrática, régimen maoísta totalitario de Pol Pot, un grupo de miembros disidentes del Partido Comunista de Kampuchea celebró un congreso. En esta reunión, el grupo disidente se declaró el verdadero sucesor del KPRP original, fundado en 1951 (que se había convertido en el CPK), y marcó el congreso como el '3.er Congreso del partido' (por lo tanto no reconocía los congresos de 1963, 1975 y 1978 del CPK como legítimos). El partido considera hasta la actualidad el 28 de junio de 1951 como su fecha de fundación. Un comité nacional encabezado por Pen Sovan y Roh Samai fue nombrado por el Congreso. La rama femenina del partido, la Asociación Nacional de Mujeres para la Salvación de Kampuchea, también se estableció en 1979 con una vasta red nacional de miembros que se extendían a nivel distrito.
La existencia del partido se mantuvo en secreto hasta su cuarto congreso en mayo de 1981, cuando apareció públicamente y asumió el nombre KPRP. El cambio de nombre se llevó a cabo "para distinguirlo claramente del partido reaccionario de Pol Pot y para subrayar y reafirmar la continuidad de las mejores tradiciones del partido".
Se tiene muy poca información sobre el Tercer Congreso, conocido como Congreso de Reconstrucción del Partido, excepto que fue elegido Pen Sovan como primer Secretario General del Comité Central, y que el partido tenía entre sesenta y dos, y sesenta y seis miembros regulares. El congreso eligió un Comité Central de siete miembros: el Secretario General Pen Sovan, los miembros permanentes: Heng Samrin y Chea Sim, y los miembros centrales: Hun Sen, Bou Thang , Van Son y Chan Sy. Chan Kiri es Jefe de la Comisión de Inspección Partidista. En marzo de 1979, Van Son y Chan Kiri fueron despedidos y Pen Sovan, Chea Sim y Say Phouthang (presidente del Comité Central de Organización del Partido) formaron el Comité Central Permanente.

Bandera original del partido, que luego se convertiría en la bandera nacional de la República Popular de Kampuchea.

En el informe político sobre el Cuarto Congreso, celebrado entre el 26 y 29 de mayo de 1981, se tuvo mucho cuidado de distanciar al Partido del CPK de Pol Pot, a quienes se refirieron como traidores a la ideología socialista y a la nación. El KPRP decidió realizar el congreso "abiertamente", siendo este cambio un signo de la creciente confianza de que podrían mantenerse en el poder a pesar de la guerrilla de los Jemeres Rojos polpotistas perpetuando atentados en la frontera con Tailandia. El Congreso aprobó cinco "principios básicos de la línea del partido", que fueron defender las banderas del patriotismo y de la solidaridad proletaria internacional; defender el país (la tarea principal y sagrada de todas las personas); para restaurar y para desarrollar la economía y la cultura en el curso de la transición gradual hacia el socialismo; para fortalecer la solidaridad militar con Vietnam, Laos, la Unión Soviética y otros países socialistas; y desarrollar "un partido marxista-leninista". El Cuarto Congreso del Partido también proclamó su determinación de acabar con la "doctrina ultranacionalista reaccionaria de Pol Pot", para enfatizar un gobierno centralizado y dirección colectiva, y rechazar culto a la personalidad. El tema "doctrina ultranacionalista" era una alusión a la postura racista, anti-vietnamita de Pol Pot. El Congreso, al que asistieron 162 delegados, eligieron veintiún miembros del Comité Central, que a su vez eligió a Pen Sovan como secretario general y a los ocho miembros del círculo interno del partido a la Oficina de Política (Heng Samrin - miembro N.º 2, Chea Sim - miembro N° 4, Hun Sen - miembro n.º 6, Chan Sy, ministro de defensa y el primer ministro a partir de diciembre de 1981 - N ° 7, incluyendo Chea Soth - vice primer ministro, Bou Thang - silla de Propaganda central del Partido Comité, vice primer ministro desde 1982 hasta 1992, y ministro de defensa contra 1982 a 1986, y Chan Sy), de siete miembros del Secretariado (incluyendo Hun Sen). También adoptó un nuevo estatuto para el partido, pero no dio a conocer el texto.
De acuerdo con Michael Vickery, los veteranos de la guerra de independencia del período 1946-1954 dominaron el Comité Central del partido. Una mayoría de los miembros del Comité Central habían estado la totalidad o parte de los años 1954 a 1970 en el exilio en Vietnam o en el desempeño de los "derechos en el extranjero".
El estado fundado por el KPRP, llamado "República Popular de Kampuchea", de tendencia filo-soviética, fue calificado de "gobierno títere" por los Jemeres Rojos y la República Popular China. A pesar de los boicots internacionales, las sanciones económicas de estados poderosos y la sangrante guerra civil impulsada por los Estados Unidos y China, que apoyaban a los Jemeres Rojos desde la frontera con Tailandia, este estado terminó siendo más fuerte que sus enemigos y facilitó con éxito la reconstrucción de Camboya después de la destrucción perpetrada por el régimen de Pol Pot. Algunos historiadores han comparado la República Popular de Kampuchea con la reacción termidoriana, período que sucedió a los excesos del Reino del Terror durante la Revolución Francesa.

### Transición democrática: 1991-1993

Bandera del Estado de Camboya, vigente entre 1989 y 1993.

La República Popular de Kampuchea fue rebautizada como Estado de Camboya (State of Cambodia (SOC), État du Cambodge, o Roet Kampuchea en idioma jemer) en 1989. El cambio, en gran parte estético, fue parte de un intento de atraer simpatías internacionales, con escaso éxito.  Sin embargo, el nuevo estado continuó con los mismos dirigentes y la misma estructura de partido único. Mientras tanto, tuvo lugar una transición que trajo la restauración del Reino de Camboya. La República Popular de Kampuchea sobrevivió como estado socialista entre 1979 y 1991, año en el cual el partido único dominante, el KPRP abandona su ideología marxista-leninista, convirtiéndose en el Partido Popular de Camboya (KPK). La principal causa del cambio de trayectoria del estado fue el colapso del Bloque del Este y la retirada en 1990 de las tropas vietnamitas que se encontraban en el país. El 28 de febrero de 1992, el régimen debió ceder el control a la Autoridad Provisional de las Naciones Unidas en Camboya, convirtiéndose en el primer estado en ser intervenido por las Naciones Unidas.

### Partido moderno: 1993-presente
El primer ministro Hun Sen ha seguido liderando el partido a victorias electorales después de la transición a la democracia. Ganó 64 de los 123 escaños de la Asamblea Nacional en las elecciones de 1998, 73 escaños en las elecciones de 2003, y 90 escaños en las elecciones de 2008, ganando el voto popular por el mayor margen de la historia para una elección de la Asamblea Nacional con el 58% de la votar. El CPP también ganó las elecciones del Senado 2006. En las elecciones de 2013, experimentó un ligero declive, perdiendo 22 escaños, pero conservando la mayoría.

## Líderes del Partido
| Nombre      | Inicio                 | Final                  |
| ----------- | ---------------------- | ---------------------- |
| Pen Sovan   | 5 de enero de 1979     | 5 de diciembre de 1981 |
| Heng Samrin | 5 de diciembre de 1981 | 17 de octubre de 1991  |
| Chea Sim    | 17 de octubre de 1991  | 8 de junio de 2015     |
| Hun Sen     | 20 de junio de 2015    | Presente               |

## Resultados electorales

### Asamblea Nacional
|  | 97.83 % |

|  | 38.2 % |

|  | 41.4 % |

|  | 47.3 % |

|  | 58.1 % |

|  | 48.8 % |

|  | 76.9 % |

|  | 82.3 % |

### Senado
|  | 69.19 % |

|  | 77.81 % |

|  | 95.95 % |

### Elecciones comunales
|  | 60.89 % |

|  | 60.82 % |

|  | 61.67 % |

|  | 50.79 % |